# Algot Scotts Minne
Algot Scotts Minne är ett travlopp som körs på Åbytravet i Mölndal utanför Göteborg varje år sedan 1985. Sedan 2015 körs loppet över sprintdistansen 1 609 meter med autostart. Förstapris är 200 000 kronor.
Loppet körs till minne av Algot Scott, som var verksam vid Åbytravet större delen av sin karriär.

## Vinnare
| År   | Häst               | Kusk                 | Tränare              | Tid    | Odds  | Tvåa           | Trea               |
| ---- | ------------------ | -------------------- | -------------------- | ------ | ----- | -------------- | ------------------ |
| 2024 | Önas Prince        | Per Nordström        | Per Nordström        | 1.11,8 | 1,47  | Beartime       | Ferrari Sisu       |
| 2023 | Rackham            | Christoffer Eriksson | Christoffer Eriksson | 1.13,1 | 5,55  | Night Brodde   | Emoji              |
| 2022 | Tycoon Conway Hall | Flemming Jensen      | Flemming Jensen      | 1.10,0 | 24,33 | Holy Water     | Upstate Face       |
| 2021 | Floris Baldwin     | Magnus A. Djuse      | Trond Anderssen      | 1.10,8 | 2,66  | Slide So Easy  | Speedy Face        |
| 2020 | Cokstile           | Christoffer Eriksson | Rocco Spagnulo       | 1.09,8 | 7,22  | Cyber Lane     | Billie de Montfort |
| 2019 | Bahia Quesnot      | Junior Guelpa        | Junior Guelpa        | 1.10,5 | 5,50  | Baron Gift     | Day or Night In    |
| 2018 | Nadal Broline      | Ulf Ohlsson          | Reijo Liljendahl     | 1.10,4 | 5,67  | Giveitgasandgo | Double Exposure    |
| 2017 | Spring Erom        | Björn Goop           | Dan Widegren         | 1.10,4 | 3,59  | Quick Fix      | Billy Flynn        |
| 2016 | On Track Piraten   | Johnny Takter        | Hans R. Strömberg    | 1.10,1 | 3,64  | Nahar          | Papagayo E.        |
| 2015 | Magic Tonight      | Örjan Kihlström      | Roger Walmann        | 1.10,5 | 1,41  | Reven d'Amour  | El Mago Pellini    |
| 2014 | Magic Tonight      | Örjan Kihlström      | Roger Walmann        | 1.09,3 | 1,80  | Obi-Wan        | Nouvelle Pelle     |
| 2013 | O'grady            | Flemming Jensen      | Flemming Jensen      | 1.12,0 | 1,76  | I Won't Dance  | Global Investment  |
| 2012 | Global Investment  | Björn Goop           | Björn Goop           | 1.12,1 | 1,48  | Totti T.Dream  | Nouvelle Pelle     |
| 2011 | Totti T.Dream      | Flemming Jensen      | Flemming Jensen      | 1.12,9 | 5,38  | G.H.Nemo       | Avanto             |
| 2010 | Premier League     | Björn Goop           | Olle Goop            | 1.12,0 | 5,65  | Roberto        | Black Gold         |